# Église Sainte-Catherine de Gdańsk
Pour les articles homonymes, voir Église Sainte-Catherine.
 (février 2024).
L'église Sainte-Catherine de Gdańsk est la plus ancienne église de la ville de Gdańsk, en Pologne. C'était une église protestante de 1545 jusqu'en 1945, après quoi elle est devenue une église catholique de rite latin. Elle abrite également la première horloge astronomique au monde.
Le bâtiment de l'église, qui a été détruit pendant la Seconde Guerre mondiale en 1945, a été reconstruit fidèlement à l'original. Après l'achèvement du toit de l'église entre 1966 et 1967, les services de l'église ont repris.
La tour a été reconstruite dans les années 1980 et avec elle l'installation d'un nouveau carillon en 1989. Le 22 mai 2006, un incendie s'est déclaré dans le toit de l'église, ce qui a endommagé la charpente, provoquant la chute de parties de la charpente sur le plafond de la nef. L'intérieur de l'église et la plupart des objets historiques ont ainsi été épargnés. La tour de l'église n'était pas considérée comme menacée de s'effondrer. En 2016, la reconstruction de 10 ans de l'église a été achevée.

## Galerie

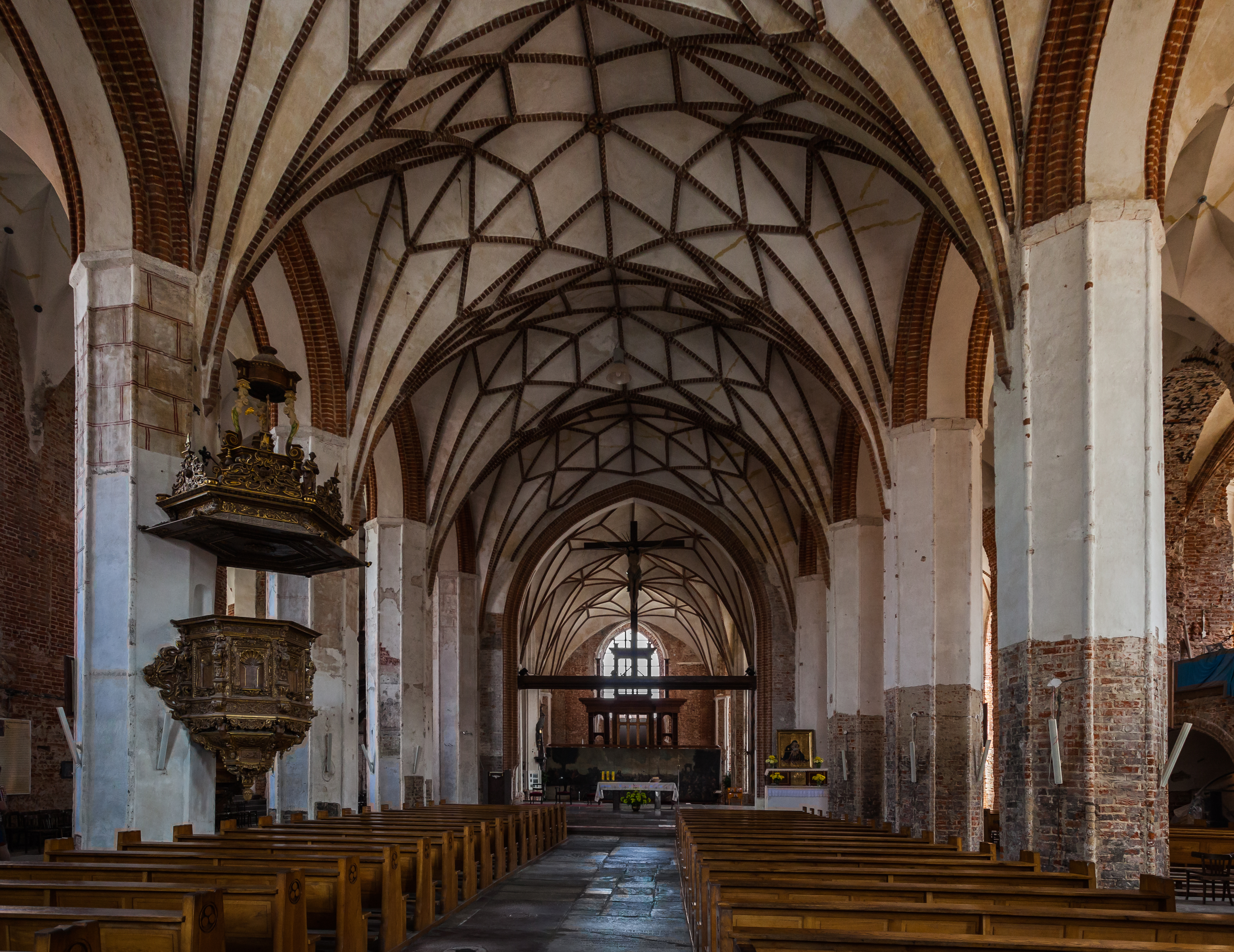
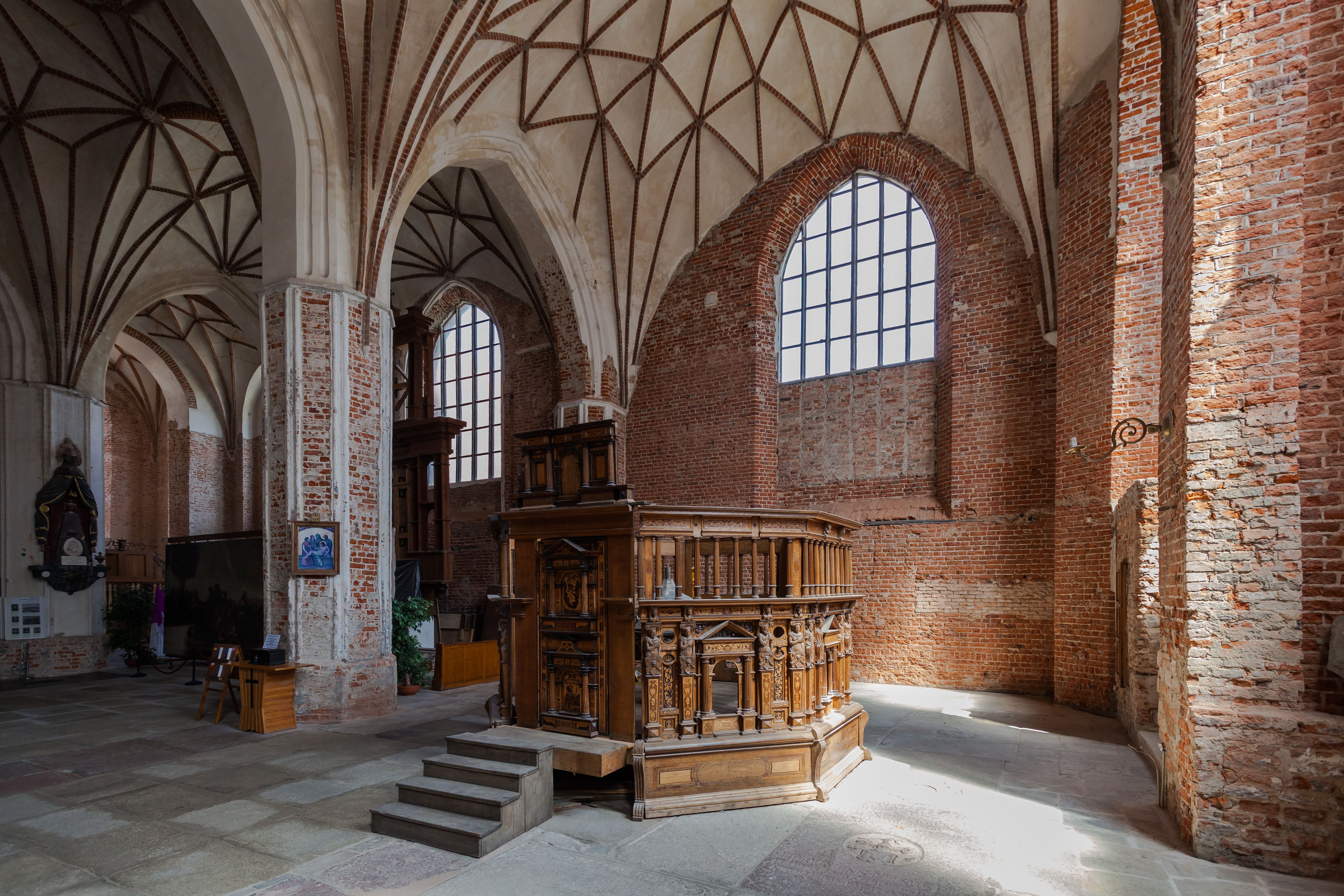
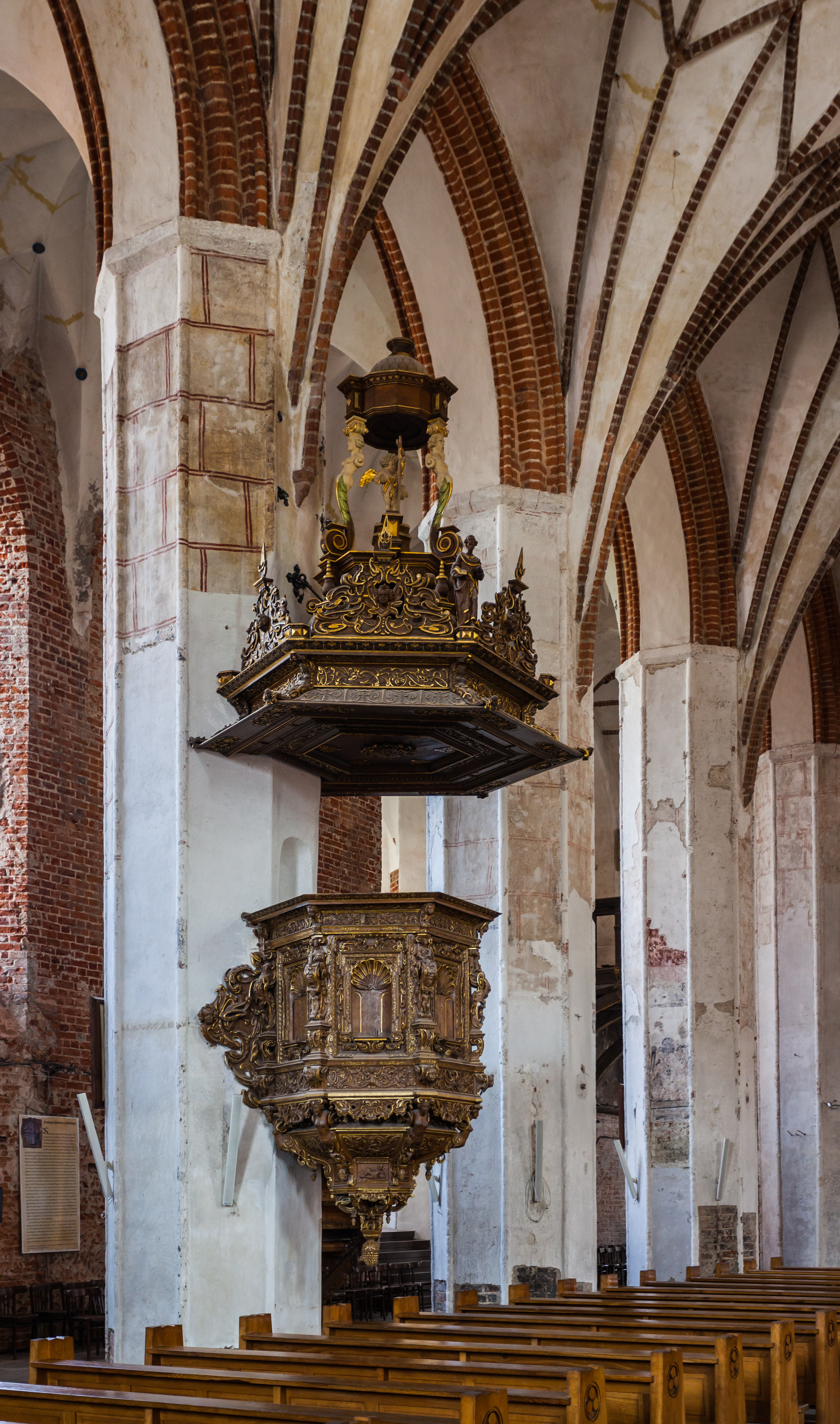
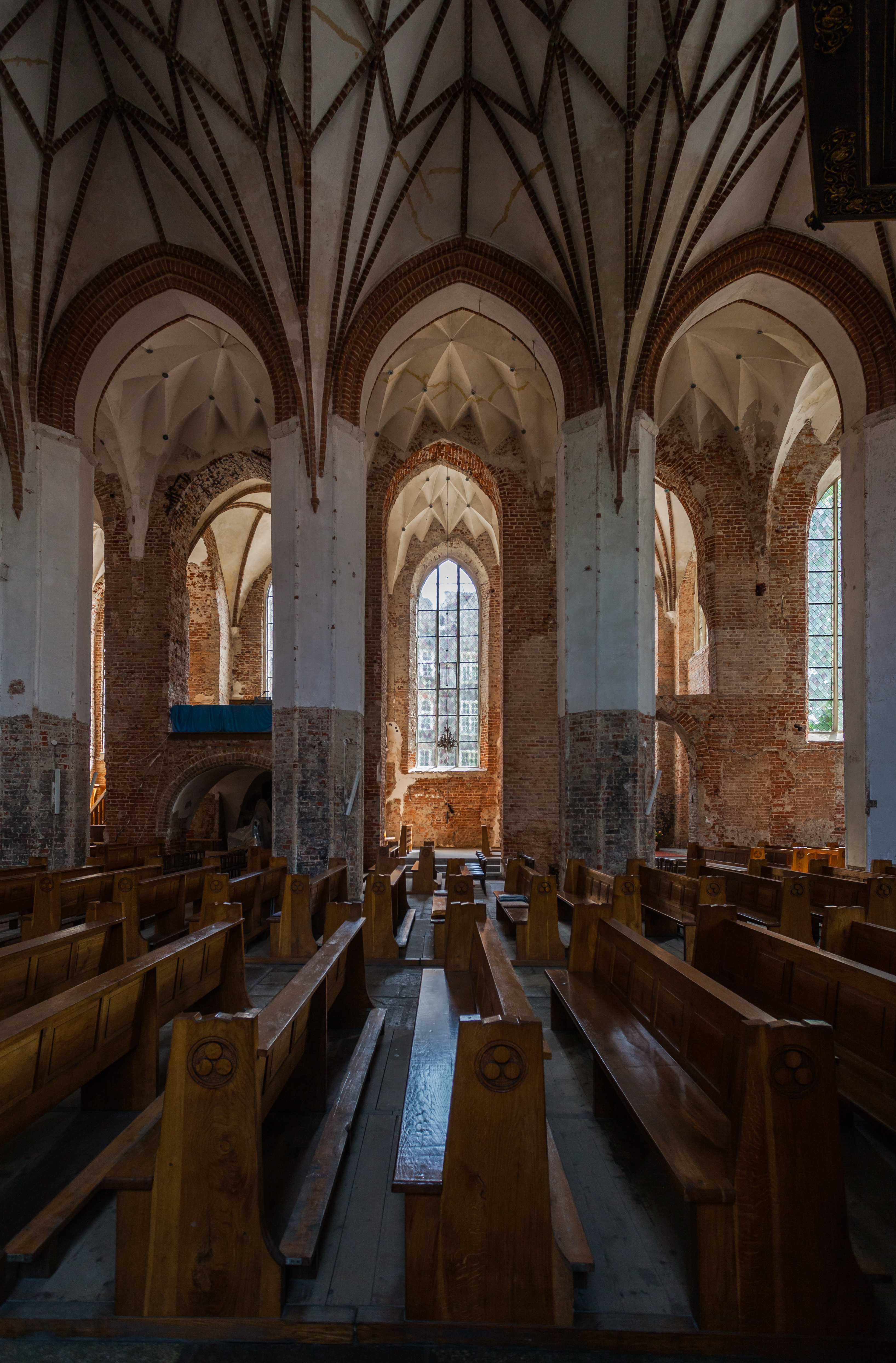
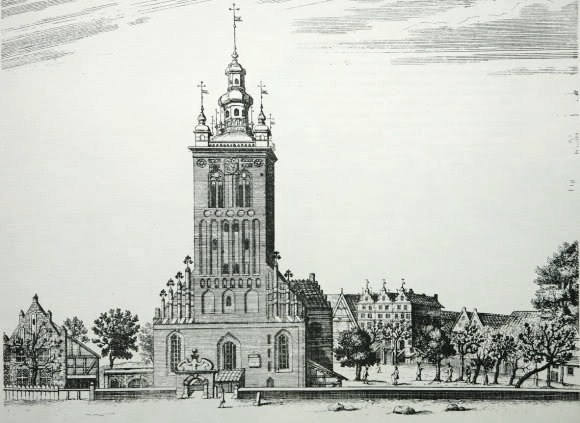
Sainte-Catherine, dans les années 1770